# Пириа, Рафаэль
Рафаэль Пириа (итал. Raffaele Piria, 20 августа 1814 года, Шилла — 18 июля 1865 года, Турин) — итальянский химик.

## Биография
С 1829 года изучал медицину в Неаполе, затем химию в Политехнической школе в Париже.
Занимался преподаванием в высших учебных заведениях — с 1841 года профессор химии в Пизанском, а с 1855 в Туринском университетах.
Пириа является основоположником новых методов синтеза в органической химии. Открыл ряд новых препаратов, совершивших революцию в медицине. Рафаэль Пириа разделил салицин (горький гликозид, содержащийся в коре ивы) на две части, выявив, что лечебными свойствами обладает его кислая составляющая, то есть салициловая кислота. Выделил из ивовой коры салициловую кислоту, определил химический состав этого вещества и успешно синтезировал его. Оно получило название салициловой кислоты. Это была первая очистка субстанции для дальнейшей разработки препарата аспирин, полученного 10 августа 1897 года Ф. Хоффманом, которому удалось путём ацетилирования получить салициловую кислоту химически чистой и в стабильной форме.
Умер 18 июля 1865 года в Турине.

## Известные открытия
- 1838 год — открытие салициловой кислоты, наиболее известным производным которой является аспирин.
- 1846 год — открыта реакция перехода аминокислот в оксикислоты (вещества, обладающие одновременно свойствами кислот и спиртов, то есть группы -OH и -COOH).
- 1851 год — открыта реакция превращения ароматических нитросоединений под действием бисульфитов щелочных металлов в о- или п-аминосульфокислоты (производные используются в медицине — гепарин, диазолин, таурин).
- 1855 год — открыто применение платины в качестве катализатора химической реакции (1856) получения альдегидов путём сухой перегонки
- 1856 год — открыто получение альдегидов путём сухой перегонки[6].

Кислотой Пириа называют нафтионовую кислоту (4-амино-1-нафталинсульфокислота)